# Sabuli (Aldeia)
Sabuli ist eine osttimoresische Aldeia im Suco Sabuli (Verwaltungsamt Metinaro, Gemeinde Dili). 2015 lebten in der Aldeia 373 Menschen.

## Geographie

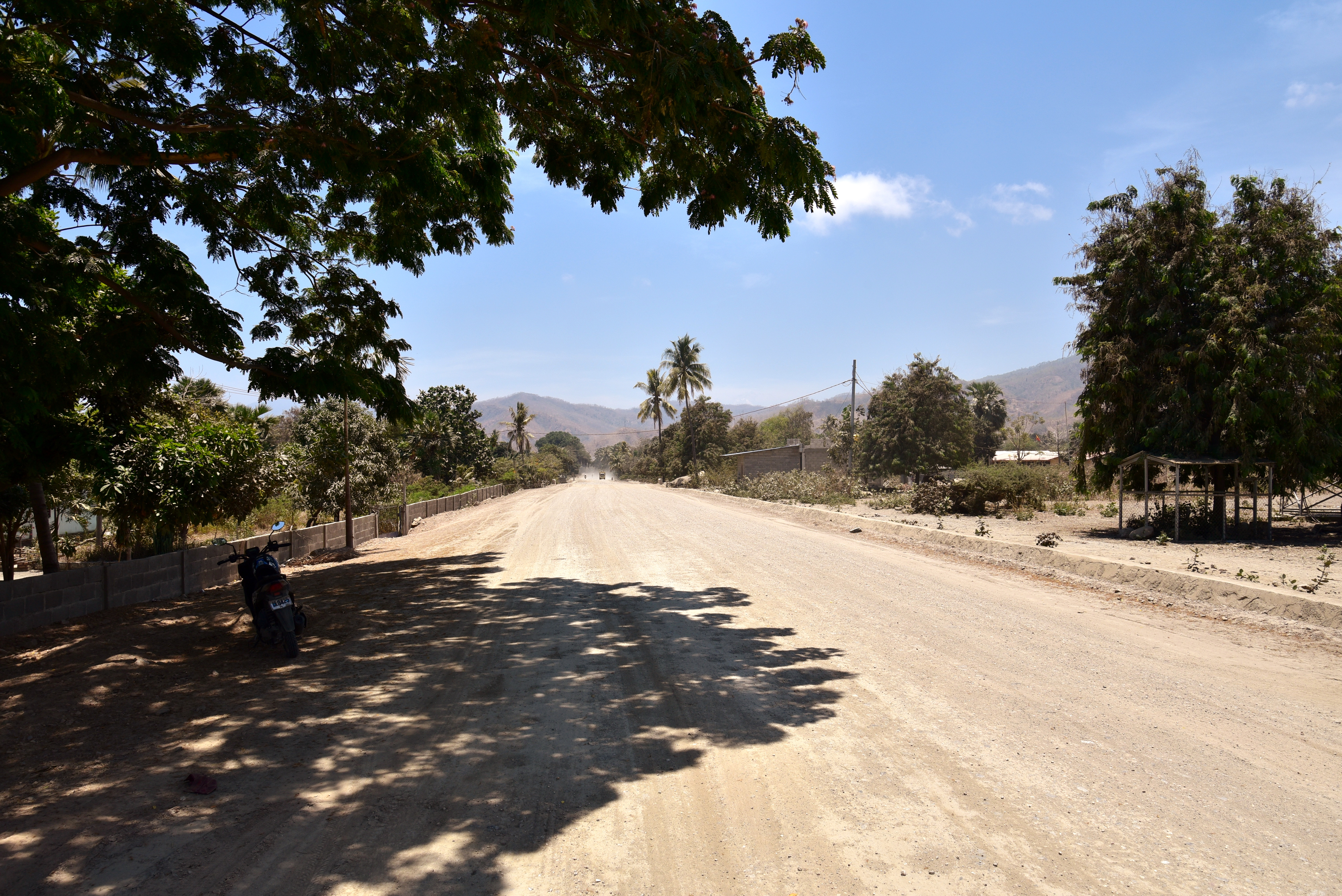
An der Überlandstraße mit Kabura auf der rechten Seite

Sabuli liegt im Osten des gleichnamigen Sucos. Nördlich der Überlandstraße von der Landeshauptstadt Dili nach Manatuto weiter im Osten und westlich liegt die Aldeia Behauc. Die Westgrenze wird zum Teil durch den temporären Fluss Lobain gebildet. Er führt nur in der Regenzeit Wasser. Im Nordosten grenzt die Aldeia Sabuli an die Aldeia Acadiru Laran und im Osten die Aldeia Behoquir. Als schmaler Streifen reicht die Aldeia Sabuli im Süden bis an den Suco Mantelolão.
Der Nordteil der Aldeia Sabuli wird vom Ort Metinaro eingenommen. Hier liegen die Ortsteile Kabura und Sukaerlaran. Der Ortsteil Sabuli befindet sich in der Aldeia Behauc.

## Einrichtungen
In Kabura befinden sich der Sitz des Sucos Sabuli, eine Polizeistation und die Grundschule Metinaro.